# Tabel van de isometriën in de symmetriegroep van de kubus
Hieronder volgt de tabel van de isometriën in de symmetriegroep van de kubus. De symmetriegroep van de kubus wordt genoteerd met {\displaystyle K_{3}}, er komen 48 verschillende isometriën in voor.
| afkorting | betekenis                                                                |
| --------- | ------------------------------------------------------------------------ |
| R         | rotatie                                                                  |
| S         | spiegeling                                                               |
| diag      | rotatie-as door de middens van twee tegenover elkaar liggende ribben     |
| lich      | rotatie-as door twee tegenover elkaar liggende hoekpunten van de kubus   |
| as        | rotatie-as door de middens van twee tegenover elkaar liggende zijvlakken |

Een draaispiegeling is een vlakspiegeling S gevolgd door een rotatie R om de normaal op het spiegelvlak en wordt met RS aangegeven.
Men moet een kubus in gedachten houden, waarvan de {\displaystyle x}-, {\displaystyle y}- en {\displaystyle z}-coördinaat van de acht hoekpunten steeds 1 of -1 is.
| | naam   | type    | orde | beschrijving                         |
| --- | ------ | ------- | ---- | ------------------------------------ |
| 1 | e      | ident   | 1    | identiteit                           |
| rotaties om de {\displaystyle x}-, {\displaystyle y} en {\displaystyle z}-as                                                                                         |        |         |      |                                      |
| 2 | rx     | R4as    | 4    | om de {\displaystyle x}-as over 90°  |
| 3 | rx3    | R4as    | 4    | om de {\displaystyle x}-as over 270° |
| 4 | ry     | R4as    | 4    | om de {\displaystyle y}-as over 90°  |
| 5 | ry3    | R4as    | 4    | om de {\displaystyle y}-as over 270° |
| 6 | rz     | R4as    | 4    | om de {\displaystyle z}-as over 90°  |
| 7 | rz3    | R4as    | 4    | om de {\displaystyle z}-as over 270° |
| 8 | rx2    | R2as    | 2    | om de {\displaystyle x}-as over 180° |
| 9 | ry2    | R2as    | 2    | om de {\displaystyle y}-as over 180° |
| 10 | rz2    | R2as    | 2    | om de {\displaystyle z}-as over 180° |
| rotaties om de diagonalen in het {\displaystyle x}-, {\displaystyle y} en {\displaystyle z}-vlak De richtingsvector van de diagonaal en de draaihoek worden gegeven. |        |         |      |                                      |
| 11 | rxy    | R2diag  | 2    | {\displaystyle (1,1,0)} over 180°    |
| 12 | rxy    | R2diag  | 2    | {\displaystyle (1,-1,0)} over 180°   |
| 13 | rxz    | R2diag  | 2    | {\displaystyle (1,0,1)} over 180°    |
| 14 | rxz    | R2diag  | 2    | {\displaystyle (1,0,-1)} over 180°   |
| 15 | ryz    | R2diag  | 2    | {\displaystyle (0,1,1)} over 180°    |
| 16 | ryz    | R2diag  | 2    | {\displaystyle (0,1,-1)} over 180°   |
| en om de lichaamsdiagonalen |        |         |      |                                      |
| 17 | rxyz   | R3lich  | 3    | {\displaystyle (1,1,1)} over 120°    |
| 18 | rxyz2  | R3lich  | 3    | {\displaystyle (1,1,1)} over 240°    |
| 19 | rxyz   | R3lich  | 3    | {\displaystyle (1,1,-1)} over 120°   |
| 20 | rxyz2  | R3lich  | 3    | {\displaystyle (1,1,-1)} over 240°   |
| 21 | rxyz   | R3lich  | 3    | {\displaystyle (1,-1,1)} over 120°   |
| 22 | rxyz2  | R3lich  | 3    | {\displaystyle (1,-1,1)} over 240°   |
| 23 | rxyz   | R3lich  | 3    | {\displaystyle (-1,1,1)} over 120°   |
| 24 | rxyz2  | R3lich  | 3    | {\displaystyle (-1,1,1)} over 240°   |
| spiegelingen De vergelijking van het spiegelvlak wordt gegeven. |        |         |      |                                      |
| 25 | sx     | Sas     | 2    | {\displaystyle x=0}                  |
| 26 | sy     | Sas     | 2    | {\displaystyle y=0}                  |
| 27 | sz     | Sas     | 2    | {\displaystyle z=0}                  |
| 28 | sxy    | Sdiag   | 2    | {\displaystyle x=y}                  |
| 29 | sxy    | Sdiag   | 2    | {\displaystyle x=z}                  |
| 30 | sxz    | Sdiag   | 2    | {\displaystyle y=z}                  |
| 31 | sxy    | Sdiag   | 2    | {\displaystyle x=-y}                 |
| 32 | sxz    | Sdiag   | 2    | {\displaystyle x=-z}                 |
| 33 | syz    | Sdiag   | 2    | {\displaystyle y=-z}                 |
| puntspiegeling |        |         |      |                                      |
| 34 | sO     | Spunt   | 2    | geen spiegelvlak                     |
| draaispiegelingen |        |         |      |                                      |
| 35 | rsx    | RS4as   | 4    | rx*sx                                |
| 36 | rsx3   | RS4as   | 4    | rx3*sx                               |
| 37 | rsy    | RS4as   | 4    | ry*sy                                |
| 38 | rsy3   | RS4as   | 4    | ry3*sy                               |
| 39 | rsz    | RS4as   | 4    | rz*sz                                |
| 40 | rsz3   | RS4as   | 4    | rz3*sz                               |
| 41 | rsxyz  | RS6lich | 6    | rxyz*sxyz                            |
| 42 | rsxyz2 | RS6lich | 6    | rxyz2*sxyz                           |
| 43 | rsxyz  | RS6lich | 6    | rxyz*sxyz                            |
| 44 | rsxyz2 | RS6lich | 6    | rxyz2*sxyz                           |
| 45 | rsxyz  | RS6lich | 6    | rxyz*sxyz                            |
| 46 | rsxyz2 | RS6lich | 6    | rxyz2*sxyz                           |
| 47 | rsxyz  | RS6lich | 6    | rxyz*sxyz                            |
| 48 | rsxyz2 | RS6lich | 6    | rxyz2*sxyz                           |